# Kwahu West
Kwahu West jest jednym z 17 dystryktów Regionu Wschodniego w Ghanie i leży w jego zachodniej części, od zachodu graniczy z dystryktem Asante Akim South w regionie Ashanti. Stolicą dystryktu jest Nkawkaw.

## Roślinność i minerały
Dystrykt leży w granicach półliściastego pasa lasów, który należy do grupy antiaris chlorphora. Wegetacja jest gęsta i składa się z ważnych ekonomicznie drzew takich jak odum, wawa i sapele.
Na terenie dystryktu znajdują się trzy leśne rezerwaty: Southern Scarp Forest Reserve, który zajmuje obszar 15,460 hektarów oraz rezerwaty Kade Bebo i Nkawanda.
W dystrykcie występują pokłady złota, diamentów i granitu oraz gliny i piasku. Większość z nich jest eksploatowana.

## Demografia
36,2% populacji mieszka w obszarach miejskich, a 61.8% w obszarach wiejskich. Dlatego dystrykt może być uważany za wiejski. W najważniejszym dziale gospodarki – rolnictwie zatrudnionych jest ponad 60% ludności dystryktu.
Mieszkańcami dystryktu są następujące plemiona: 66% Kwahu, 15% Ewe i 17% Aszanti.